# Họ Hoàng đằng
Họ Hoàng đằng hay họ Lá ngón (danh pháp khoa học: Gelsemiaceae) là một họ của thực vật có hoa hai lá mầm, thuộc về bộ Long đởm (Gentianales). Cho tới gần đây, họ này chỉ chứa 2 chi là: Gelsemium và Mostuea, nhưng gần đây chi Pteleocarpa với chỉ 1 loài (Pteleocarpa lamponga) đã được chuyển sang họ này.
Chi Gelsemium có 3 loài, một loài có nguồn gốc ở vùng Đông Nam Á và miền nam Trung Quốc là lá ngón và hai loài có nguồn gốc ở vùng đông nam Hoa Kỳ, México và Trung Mỹ.
Tám tới mười loài trong chi Mostuea có nguồn gốc ở vùng nhiệt đới của Nam Mỹ, châu Phi và Madagascar.
Hai chi này trước đây được phân loại trong họ Mã tiền (Loganiaceae); họ Hoàng đằng chỉ được miêu tả kể từ năm 1994 và nó phân biệt với họ Mã tiền do không có nhựa mủ (latex) trong thân cây và lá kèm, cũng như các hoa dị nhụy với tràng hoa màu trắng hay vàng, các bầu nhụy thượng.
Năm 2014, một nghiên cứu phát sinh chủng loài phân tử về lamiids (tức Garryidae) đã dung giải Gelsemiaceae như là đơn vị phân loại chị-em với chi dị thường Pteleocarpa. Các tác giả của công trình nghiên cứu này cho rằng Gelsemiaceae nên được mở rộng để gộp cả Pteleocarpa. Mô tả sửa đổi cho họ Gelsemiaceae mở rộng đã được công bố năm 2014 để chứa thêm Pteleocarpa. Trong hệ thống APG IV công bố năm 2016, Pteleocarpa cũng được gộp trong Gelsemiaceae.

## Phân loại
- Chi Gelsemium (bao gồm cả Medicia):
  - Gelsemium elegans - lá ngón (hoàng đằng, đoạn trường thảo)
  - Gelsemium rankinii
  - Gelsemium sempervirens
- Chi Mostuea (bao gồm cả Coinochlamys, Leptocladus): Khoảng 10 loài.
  - Mostuea adamii
  - Mostuea batesii
  - Mostuea brunonis
  - Mostuea hirsuta
  - Mostuea hymenocardioides
  - Mostuea microphylla
  - Mostuea muricata
  - Mostuea neurocarpa
  - Mostuea rubrinervis
  - Mostuea surinamensis
- Chi Pteleocarpa:
  - Pteleocarpa lamponga